# هالاشتو
هالاشتو (به مجاری:  Halastó) یک شهرداری در مجارستان است که در واش واقع شده‌است. هالاشتو ۵٫۶۵ کیلومتر مربع مساحت و ۱۰۸ نفر جمعیت دارد.